# サッカーチェチェン共和国代表
サッカーチェチェン共和国代表（サッカーチェチェンきょうこくだいひょう）は、チェチェンサッカー連盟によって構成される、チェチェン共和国のサッカーのナショナルチームである。2005年6月11日にNF-Boardの準会員となり、同年6月23日に最初の国際試合を行なった。

## 概要
2005年にチェチェンサッカー連盟は設立され、現在はフランスに本部を置いている。国際サッカー連盟（FIFA）および欧州サッカー連盟（UEFA）に加盟していない国・地域のサッカー協会によって構成される、NF-Boardの準会員でもある。